# Баба Саван Сингх

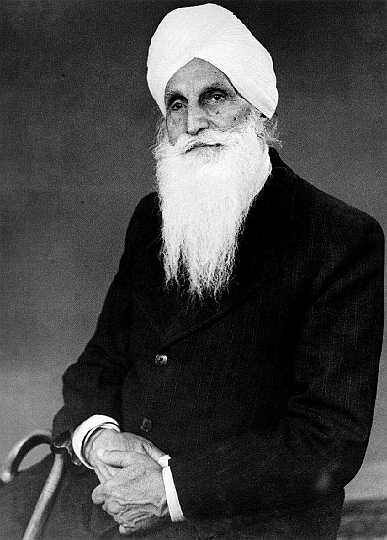

Хазур Баба Саван Сингх Джи Махарадж (Махарадж Джи, Хазур Махарадж Сахиб, Хазур, 27 июля 1858, Пенджаб, Индия — 2 апреля 1948, Амритсар, Индия) — духовный учитель, индийский святой, философ, йогин. Баба Саван Сингх был духовным преемником святого Баба Джи. Учеником Баба Савана Сингха был Сант Кирпал Сингх Махарадж Джи. Автор книг: «Духовное руководство», «Письма от Души к Душе».

## Биография
Саван Сингх родился в семье Гревальского фермера из Махмансингхвалы, округ Лудхиана, Пенджаб. Его отец, Сардар Кабул Сингх Джи, любил общество религиозных людей и свободно общался с ними. Баба Саван Сингх Джи был единственным сыном Сардар Кабул Сингх Джи и Шримати Дживани Джи. С самого раннего детства Саван Сингх проявлял признаки огромного интеллектуального развития. В молодости Сардар Саван Сингх Джи иногда наносил визиты Баба Кахану, святому факиру в Пешаваре. Однажды он умолял Баба Кахана дать ему духовный дар, на что Баба сказал: «Ты несомненно получишь духовное благословение из рук совершенного Святого, но не от меня». Затем Саван Сингх спросил: «Где мне искать такого человека?» Баба ответил: «Все твои усилия будут тщетны, но в должное время этот человек сам отыщет тебя». Окончив школу в Гуджарвале, он служил два года учителем в военной школе в Фаррукхабаде. В 1884 году он был принят в Инженерный колледж Томпсона в Рурки. После окончания инженерного курса он поступил на военно-инженерную службу в Новшера и провёл большую часть своей службы в Натхиагали, Мурри, Черате и Абботтабаде в качестве преуспевающего офицера, командира подразделения. Он проводил часы, свободные от службы, в изучении духовных книг и обществе святых и набожных людей.
Саван Сингх женился рано, но его жена умерла ещё до гауны. Он женился снова после окончания 25 лет брахмачарии. Вторично он женился на Шримати Кишан Каур и имел троих детей, один из которых умер в детстве, а двое других, Сардар Бачинт Сингх и Сардар Хабанс Сингх дожили до среднего возраста.
В 1911 году Саван Сингх вышел в отставку с правительственной службы задолго до того, как должен был уйти на пенсию, и посвятил остаток своей жизни проповедованию и учению. В трех милях от железнодорожной станции Беас он основал колонию (Дэра) на берегу реки Беас, основание которой было заложено Баба Джаймалом Сингхом Джи при его жизни, и назвал её по имени своего учителя «Дэра Баба Джаймал Сингх». Здесь, кроме домов пукка и бунгало, в 1934—1935 годах был также построен огромный и просторный зал стоимостью около 200 000 рупий, известный как Зал для Сатсангов. Этот зал имеет форму буквы «Т» и размеры 40 на 120 футов. В разных частях Индии было построено больше 30 залов для Сатсангов, образовавших центры для передачи практического духовного знания. Около 60-80 тысяч душ приходило в Беас на ежемесячные собрания, чтобы получить благословение от святого Савана Сингха.
В годы волнения в Панджабе, общиных войн и противостояний, Саван Сингх честно и открыто противостоял всем происходившим событиям, собрав вместе свыше ста мусульман из окрестных мест, и предоставил им кров в Дэра Баба Джаймал Сингх и организовал их безопасную переправу в Пакистан.
Саван Сингх жил на собственную пенсию и никогда не принимал никаких пожертвований и подарков ни от кого, даже от своих собственных учеников. Он распространял свои духовное учение по всему миру и вдохновлял на духовные поиски разумы людей, заблудившихся в материальном мире. Среди его последователей насчитывается около 200 тысяч — индусов, мусульман, сикхов и христиан разного положения, различных каст и верований, включая азиатов и христиан европейских национальностей.
В сентябре 1947 года, уступив неоднократным просьбам и мольбам своих учеников, Саван Сингхс решил отдохнуть и посоветоваться с врачом, он приехал в Амритсар для лечения, но перед тем, как он оставил Дера, там был образован Управляющий Комитет для ведения его дел. В Амритсаре его здоровье немного улучшилось, но 4 октября 1947 года ему опять стало хуже. Утром 2 апреля, в 8:30, 1948 года Хазур Баба Саван Сингх Джи Махарадж скончался.

## Посвящение Бабой Джи
В 1894 году, когда Саван Сингх, как обычно, был занят своими служебными обязанностями на холмах Мурри, Баба Джаймал Сингх проходил по этой же дороге с одной из своих учениц. Подумав, что это какой-нибудь проситель, пришедший заполнить апелляцию Комиссару, Саван Сингх не обратил никакого внимания на Баба Джаймала Сингха Джи, проходившего неподалёку. Обратившись к своей спутнице, Баба Джи сказал: «Я пришел сюда ради этого Сардара». Ученица была удивлена и ответила: «Этот господин был настолько невежлив, что даже не приветствовал вас». Баба Джи улыбнулся и сказал: «Не нужно порицать этого беднягу. Он несведущ и не знает этого. Он придет к нам на четвертый день после сегодняшней встречи». Все произошло точно так, как сказал Баба Джи, и на четвёртый день Саван Сингх пришёл туда, где жил Баба Джи, и в течение четырёх часов беседовал с ним о духовности. Несколько дней общения с ним рассеяли все сомнения и уничтожили скептицизм в его разуме. Встреча такого Мастера, как Джаймал, с таким учеником, как Саван, была величайшим духовным событием. Под руководством Баба Джи Сардар Саван Сингх очень скоро прошёл обе стадии на пути теологии. В 1903 году, когда Баба Джаймал Сингх Джи умер, он поручил духовную работу Сардару Савану Сингху Джи.

## Учения
С детства в нём не было религиозной нетерпимости и ограниченности. Изучение основных принципов всех религий было догматом его веры. Хорошо владея пенджаби, хинди, урду, персидским и английским языками Саван Сингх изучил священные писания индусов, мусульман, сикхов и христиан, а также уделял большое внимание серьёзному изучению трудов Святых, суфийским проблемам, основным вопросам любви и преданности и общим этическим учениям. Он находился на холмах Мурри долгое время, и это дало ему возможность встречаться со всякого рода видами паломниками, приходившими в Шри Амар Натх, место паломничества индусов. Хазур Саван Сингх Джи стирал все различия между людьми высокого и низкого положения, между расой и верой. Саван Сингх
возродил учения Сурат Шабд Йоги. Его учение эзотерично, а не экзотерично.
Суть учения можно выразить его словами:

Вы попытаетесь судить о компетенции Мастера, наблюдая жизнь посвящённого изо дня в день, то ваше мнение может колебаться. Но если вы увидите посвящённого в последние минуты его жизни, как славно он уходит, тогда вы действительно узнаете компетентность Мастера, потому что в последний момент жизни исчезают все ограничения Кармы Судьбы и всей кармической системы и все долги выплачены. И тогда внутри, действительно, появится Мастер.

Основы всех религий одни и те же. Бог один. Все члены человечества — Его дети и поэтому связаны как братья. Все творение является лишь проявлением этой одной Реальности одной Души, которая распространяет свою силу и влияние повсюду, одного Света, изливающего своё сияние во всей вселенной, одного Солнца, светящего на каждый атом.

Все религии и все страны — мои, и я люблю их одинаково.

Бог находится в каждом сердце. Духовная Наука — это общее наследие всего мира и человечества, она не зарезервирована для какой-либо отдельной страны или нации. Её сущностью является Единение души со Всемогущей Сверхдушой. Человек — вершина и венец всего творения, и нет ничего выше Его. Он является прямой манифестацией Бога и чудом величия Бога. В мгновение ока он может подняться в Небеса и вернуться назад. Солнце и луна, рай и ад, земля и небо — это его площадки для игр. Как верно сказано:
Короче говоря, ты — ближайший к Богу.
Человек — капля из Океана-Творца. Он — луч Всемогущего Солнца. И капля, и луч чувствуют себя неспокойными, пока они отделены от своего источника, и находят покой только тогда, когда они сливаются с ним.
Человек — благороднейшее из творений Бога и в сущности своей создан совершенным существом. Человек может действовать на двух планах — внешнем и внутреннем. На внешнем плане у него есть знание и наука, которые могут помочь его усилиям, но он совершенно неспособен самостоятельно выйти на внутренний план за пределы всех внешних знаний и философии, чтобы измерить бездонные глубины тайн природы. Он пытается достичь цели с помощью изучения священных писаний, но спотыкается на каждом шагу. Очень скоро он осознает, что в этом отношении он несовершенен и беспомощен; и до тех пор, пока он не получит руководство практического Духовного Мастера, Теология, Знание и Реальность останутся для него нерасшифрованными загадками, головоломками, не поддающимися никаким попыткам решения.
Только от пробужденного и осознающего Реальность Мастера можно получить духовную жизнь в течение нашей жизни.. Такой Мастер глубоко укоренен в Реальности, и все качества Божественного Света полностью отражены в нем и сияют в изобилии. Он хорошо знает узкие и скользкие места внутреннего пути, ведущего к Реальности. Он дает ищущим внутреннюю связь с Жизненным Импульсом, который известен как Шабд и Над у индусов, Кальма и Калам-и-Раббани у мусульман, Сач, Наам или Хукам у сикхов и Слово у христиан. Под своим надзором и руководством такой Мастер открывает внутренний глаз искателя и ведет его с плана на план, пока не поместит его у ног Бога — и все это при жизни, а не после смерти!
Поэтому совершенно необходимо для каждого мыслящего человека, неважно какой религии, расы или веры, отправиться, как к живому королю, или как к живому врачу, к нынешнему живущему Мастеру этого века, если он хочет испить Нектар Бессмертия и достичь «Жизни Вечной». Вот почему Маулана Руми говорит:
Держись за руку Мастера, потому что без него
Этот Путь полон несказанных опасностей и трудностей.
Никогда ни на миг не расставайся с Мастером
И никогда не будь слишком уверен
в своей силе или мудрости.
То же самое сказано и в Грант Сахибе:
Встреть Мастера и получи Посвящение у Него.
Подчини Ему своё тело и разум и обрати своё внимание внутрь. Ты найдешь Путь только через анализирование (отделение) Я.

Когда к Баба Саван Сингху приходил какой-нибудь бхагават и
      говорил:"Вот, Баба, я согрешил -- сделал то-то и то-то", он отвечал:"Ну, 
      хорошо" и все прощал.

## Линия преемственности СУРАТ ШАБД ЙОГИ
От учителю к ученику
Учения сурат-шабд-йоги и сант мат согласно списку составленному Сант Кирпал Сингхом.
- Сант Кабир Сахиб
- Гуру Нанак
- Гуру Ангад
- Гуру Амар Дас
- Гуру Рам Дас
- Гуру Арджан Дев
- Гуру Хар Гобинд
- Гуру Хар Рай
- Гуру Хар Кришан
- Гуру Тегх Бахадур
- Гуру Гобинд Сингх
- Ратнагар Рао Джи
- Сант Тулси Сахиб
- Свами Джи Махараджи
- Джаймал Сингх
- Хазур Баба Саван Сингх
- Сант Кирпал Сингх

Сант Кирпал Сингх не оставил после себя официального преемника

Заявление Сант Кирпал Сингха в 1963 году в США: «КТО БЫ НИ ПОЯВИЛСЯ В БУДУЩЕМ, Я ГОВОРЮ ВАМ СОВЕРШЕННО ОКОНЧАТЕЛЬНО, ЧТО ОН НЕ БУДЕТ ИЗ ЧЛЕНОВ МОЕЙ СЕМЬИ.» Оригинал документа — Сат Сандеш (Sat Sandesh) Официальный журнал Мастера